# Esteban Camisassa
Esteban Camisassa (Santa Fe, 3 agosto 1960) è un ex cestista argentino.

## Carriera
Con l'Argentina ha disputato i Campionati mondiali del 1986, i Campionati americani del 1984 e i Giochi panamericani di Caracas 1983.